# Ceratophyllus zhovtyi
Ceratophyllus zhovtyi är en loppart som beskrevs av Emel'yanova et Goncharov 1966. Ceratophyllus zhovtyi ingår i släktet Ceratophyllus och familjen fågelloppor. Inga underarter finns listade i Catalogue of Life.